# Trades
Trades är en kommun i departementet Rhône i regionen Auvergne-Rhône-Alpes i östra Frankrike. Kommunen ligger i kantonen Monsols som tillhör arrondissementet Villefranche-sur-Saône. År 2018 hade Trades 118 invånare.

## Befolkningsutveckling
Antalet invånare i kommunen Trades
| Referens: INSEE |